# پندراگون (گروه موسیقی)
پندراگون (به انگلیسی: Pendragon) یک گروه نئو-پراگرسیو راک انگلیسی است که در سال ۱۹۷۸ در استرود، گلاسترشر، انگلستان، با نام زئوس پندراگون توسط گیتاریست و خواننده نیک بارت تأسیس شد. کلمه زئوس قبل از شروع ضبط گروه حذف شد، زیرا اعضا به این نتیجه رسیدند که خیلی طولانی است و روی تی شرت خوب به نظر نمی‌رسد. در روزهای اولیه تغییراتی در ترکیب اعضا وجود داشت، اما از سال ۱۹۸۶ تاکنون، ترکیب گروه به نسبت ثابت مانده‌است (تنها درامر چند بار تغییر کرده‌است) و گروه تا سال ۲۰۲۳ همچنان فعال است.

## تاریخچه
این گروه در اوایل دهه ۱۹۸۰ در احیای پراگرسیو راک که توسط افرادی مانند ماریلیون، پالاس، سالستیس و شب دوازدهم رهبری می‌شد، فعال بودند، و در واقع (مانند همتایان خود آی‌کیو) اغلب به عنوان گروه‌های پشتیبانی برای ماریلیون و سایر گروه‌های نئو پراگرس بزرگ، هم در تورها و هم در مکان مارکی که شب‌های پراگرس منظمی برگزار می‌کرد، حضور داشتند. در بهار سال ۱۹۸۴، گروه در یک مسابقه به نام «بِست‌بَندزوِست» (به انگلیسی: Best Bands West) که در کلوپ «گلدیگِرز» (به انگلیسی: Goldiggers club) در چیپنهام برگزار شد و توسط ایستگاه تلویزیونی HTV محلی پخش شد، شرکت کرد. پندراگون اجرایی با عنوان O Devineo (املا همان‌طور که در تلویزیون ذکر شده‌است) داشت. یک کاور مستقر در بریستول در نهایت برنده مسابقه شد. پس از آلبوم اولیه‌شان با نام «جواهر»(به انگلیسی: The Jewel)، گروه مسیر تجاری تری را دنبال کرد، که در آلبوم «کوتو» (به انگلیسی: Kowtow) و ای‌پی‌های Red Shoes و Saved By You به تصویر کشیده شد. اما با وجود این تلاش‌ها، گروه نتوانست به مخاطبان اصلی نفوذ کند. گروه در جشنواره ریدینگ ۱۹۸۳ حضور داشته و با انتشارات «الوسیو رکوردز» (به انگلیسی: Elusive Records) قرارداد بستند.
در سال ۱۹۹۱، گروه لیبل خودشان یعنی Toff Records را تأسیس کردند و آلبوم آرشیوی The Rest of Pendragon که مجموعه‌ای از قطعات ای‌پی بود را منتشر کردند و همچنین آلبوم استودیویی «جهان» (به انگلیسی: The World) را عرضه کردند که در آن به سبک نئو پراگرسیو بیشتری بازگشتند که گروه در سه آلبوم استودیویی بعدی خود یعنی «پنجره زندگی» (به انگلیسی: The Window of Life)، «اورتور بالماسکه» (به انگلیسی: The Masquerade Overture) و «نه این دنیا» (به انگلیسی: Not of This World) به آن تمرکز کردند و توسعه دادند.
از این نقطه به بعد، شانس آنها بهبود یافت و اگرچه هنوز در کشور خودشان نسبتاً ناشناخته هستند، اما طرفداران قابل توجهی در اروپا دارند؛ به ویژه، موفق شده‌اند یک پایگاه طرفداری قوی در لهستان ایجاد کنند و حداقل یک مجموعه را به‌طور خاص برای بازار لهستان منتشر کرده‌اند و چند آلبوم زنده را در آنجا ضبط کرده‌اند.
در سال ۲۰۰۲، گروه Acoustically Challenged را منتشر کرد، که یک جلسه «آنپلاگد» را با تعدادی از آهنگ‌های گروه که برای سازهای آکوستیک بازسازی شده بودند، مستند کرد، که در ابتدا از رادیو۳ ورشو پخش شد. این یک حرکت غیرعادی برای یک گروه پراگرسیو راک در نظر گرفته شد، زیرا پراگرسیو راک تمایل زیادی به استفاده از سینث‌سایزرهای الکترونیکی و گیتارهای الکتریک دارد. با این حال، کیفیت ملودیک ساخته‌های گروه به خوبی با زمینه آکوستیک سازگار بود و آلبوم به‌طور معقولی موفق بود. این حرکت، نشانه‌ای از استعداد جدید گروه برای آزمایش‌هایی بود که پس از مدتی از آلبوم‌های استودیویی که همگی به‌طور کلی در یک مسیر با آلبوم جهان (به انگلیسی: The World) بودند، دنبال شد. آلبوم «باور کن» (به انگلیسی: Believe) در سال ۲۰۰۵، آنها موسیقی خود را به سمتی تا حدی تیره‌تر بردند و باعث ایجاد جنجال در بین طرفدارانشان شدند. عناصر پراگرسیو متال، سبک موسیقی آلبوم «باور کن»(به انگلیسی: Believe) را بهبود بخشید و مورد استقبال طرفداران پراگرسیو راک قرار گرفت و در سال ۲۰۰۸ در دی‌پی‌آرپی (به انگلیسی: DPRP) به عنوان آلبوم سال انتخاب شد. در تاریخ ۲۱ آوریل ۲۰۰۹، پندراگون آلبوم زنده و دی‌وی‌دی با نام «کنسرتو ماکسیمو» (به انگلیسی: Concerto Maximo) را منتشر کرد که در تاریخ ۱۳ اکتبر ۲۰۰۸ در کاتوویتس فیلمبرداری و تدوین شده بود. این فیلم توسط شرکت «متال‌مایند» (به انگلیسی: Metal Mind) ساخته شد. این آلبوم در چندین نسخه منتشر شد، اولین نسخه شامل دو دیسکی که تنها صداهای مراسم زنده را شامل می‌شد، نسخه دی‌وی‌دی که کل مراسم زنده را پوشش می‌داد و یک نسخه ویژه دی‌وی‌دی و دو دیسکی که محدود به ۱۰۰۰ نسخه بود.
در اکتبر ۲۰۱۰، گروه آلبوم «خالص» (به انگلیسی: Pure) را ضبط کرد، آلبوم «اشتیاق» (به انگلیسی: Passion) در بهار ۲۰۱۱ منتشر شد. در سال ۲۰۱۴ و به دنبال آن «مردانی که از کوه‌ها بالا می‌روند» (به انگلیسی: Men Who Climb Mountains) ضبط شد. هر دو آلبوم به سمت تاریک‌تر، سنگین‌تر و تحت تأثیر پراگرسیو متال بیش‌تری بودند که گروه به سمت آن حرکت کرده بود.
در آوریل ۲۰۱۴، گروه اعلام کرد که راه خود را از درامر خود «اسکات‌هایم» به «دلایل شخصی» جدا کرده‌است. سپس «کریگ بلوندل» جایگزین او شد. در ژوئن ۲۰۱۵، «یان-وینسنت ولازکو» جایگزین «کریگ بلوندل» شد.
در سپتامبر ۲۰۱۹، گروه یک مجموعه جعبه‌دار چهلمین سالگرد، شامل پنج لوح فشرده منتشر کرد. سه مورد اول یک ضبط کامل کنسرت زنده است که در لندن در سال ۲۰۱۸ ساخته شده‌است. دو دیسک باقیمانده نسخه‌های میکس و بازسازی شده آلبوم‌های «جهان» (به انگلیسی: The World) و «مردانی که از کوه‌ها بالا می‌روند» (به انگلیسی: Men Who Climb Mountains) هستند. در فوریه ۲۰۲۰، آلبوم جدیدی به نام «عشق بر ترس» (به انگلیسی: Love Over Fear) منتشر شد.

## اعضا
| اعضای کنونی - نیک بارت - گیتار، آواز، کیبورد (۱۹۷۸–اکنون) - پیتر گی - گیتار باس (۱۹۷۸–اکنون) - کلایو نولان - کیبورد، آواز (۱۹۸۶–اکنون) - وینسنت ولازکو - درام (۲۰۱۵–اکنون) | اعضای سابق - جان بارنفیلد - کیبورد (۱۹۷۸–۱۹۸۴) - ریک کارتر - کیبورد (۱۹۸۴–۱۹۸۶) - آلن گیورفی - درام (۱۹۷۸) - نایجل هریس - درامز (۱۹۷۸–۱۹۸۴) - مت اندرسون - درامز (۱۹۸۴–۱۹۸۶) - فاج اسمیت - درامز (۱۹۸۶–۲۰۰۶) - جو کرابتری - درامز (۲۰۰۶–۲۰۰۸) - اسکات‌هایم - درام (۲۰۰۸–۲۰۱۴) - کریگ بلاندل - درامز (۲۰۱۴–۲۰۱۵) |

## دیسکوگرافی
آلبوم‌های استودیویی
- ۱۹۸۵ - جواهر
- ۱۹۸۸ - کوتو
- ۱۹۹۱ - جهان
- ۱۹۹۳ - پنجره زندگی
- ۱۹۹۶ - پیش در آمد بالماسکه
- ۲۰۰۱ - نه از این دنی
- ۲۰۰۵ - باور کن
- ۲۰۰۸ - خالص

#### مینی آلبوم
- ۱۹۸۴ - بالا پرواز کن، دوردست ها سقوط کن (به انگلیسی: Fly High, Fall Far)
- ۱۹۸۷ - کفش های قرمز (به انگلیسی: Red Shoes)
- ۱۹۸۹ - نجات داده شده توسط شما (به انگلیسی: Saved by You)
- ۱۹۹۴ - سقوط رویاها و فرشتگان (به انگلیسی: Fallen Dreams And Angels)

- ۱۹۹۶ - به خوبی طلا (به انگلیسی: As Good As Gold)

- ۲۰۲۳ - ستاره شمالی (به انگلیسی: North Star)